# Museo cinese della scienza e della tecnologia
Il museo cinese della scienza e della tecnologia è un museo situato a Pechino nel distretto di Chaoyang. Esso è affiliato all'Associazione della scienza e della tecnologia ed è l'unico museo del suo genere in Cina. È collocato all'interno del villaggio olimpico cittadino. I suoi compiti riguardano l'esposizione, la didattica e la sperimentazione.

## Storia
I lavori di costruzione del museo furono avviati nel 1978 e furono completati 10 anni più tardi. Nel 2000 la struttura venne ampliata nelle sue tre principali sale espositive: la sala A (quella principale), la sala B che ospita il cinema a cupola, e la sala C dove c'è il parco scientifico per bambini. All'interno dell'Olympic Green vie è infine una sala dedicata ai gruppi organizzati inaugurata nel 2009. Il 6 aprile dello stesso anno, la nuova costruzione del museo fu danneggiata da un incendio a causa di un errore verificatosi nel cantiere.
In occasione dei Giochi Olimpici del 2008, il museo fu ulteriormente ampliato, e nel 2016 vi furono ulteriori lavori di restauro. Il 15 settembre 2018 il vecchio museo della scienza e della tecnologia situato all'angolo nord-ovest del ponte Anhua venne rinominato Centro della scienza di Pechino e fu posto sotto la gestione dell'Associazione della scienza e della tecnologia di Pechino.

## Collezione
Il museo presenta sia mostre permanenti che temporanee ed è dotato di laboratori, aule, sale per conferenze e quattro teatri con effetti speciali.